# Telmatobius contrerasi
Espèce
Statut de conservation UICN

 EN  : En danger
Telmatobius contrerasi est une espèce d'amphibiens de la famille des Telmatobiidae.

## Répartition
Cette espèce est endémique du département de Jáchal dans la province de San Juan en Argentine. Elle se rencontre à environ 3 050 m d'altitude sur le Cerro Madrid dans la vallée du Gualcamayo. 
C'est l'espèce la plus méridionale du genre Telmatobius.

## Étymologie
Cette espèce a été nommée en l'honneur du zoologiste argentin Julio Rafael Contreras (1933-2107).

## Publication originale
- Cei, 1977 : A New Species of Telmatobius (Amphibia, Anura, Leptodactylidae) from the Northern Mountains of San Juan, Argentina. Journal of Herpetology, vol. 11, no 3, p. 359-361.